# Lovre Vulin
Lovre Vulin (* 2. února 1984) je chorvatský fotbalový obránce, působící v klubu NK Pakoštate.
Vulin je obránce většinou hrající na levé straně obrany. Už za kariéru prošel takovými týmy jako HNK Hajduk Split nebo Standard Lutych. V zimě 2008 přišel na testy do pražské Slavie. Premiéru v jejím dresu si odbyl v zápase Tipsport ligy proti Českým Budějovicím.[zdroj?] Poté působil na hostování v Dynamu České Budějovice.